# Nœud de palan

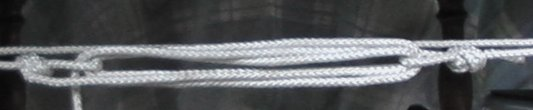
Nœud de palan

Le nœud de palan permet de gréer un palan sans poulies. Le cordage passe dans des boucles qui peuvent être des nœuds de plein poing (comme dans l'exemple ci-dessous). Il n'est pas un nœud à proprement parler, mais plutôt un laçage qui circule dans des nœuds existants.

## Réalisation du nœud de palan

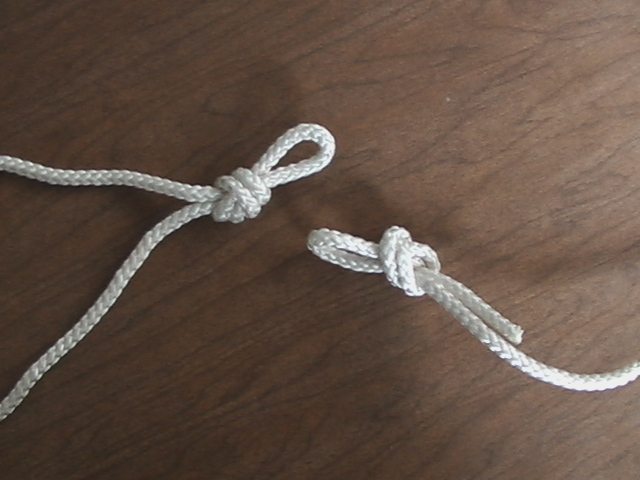
Faire une boucle à une extrémité du cordage et une autre au milieu. (Un nœud de plein poing est utilisé ici)
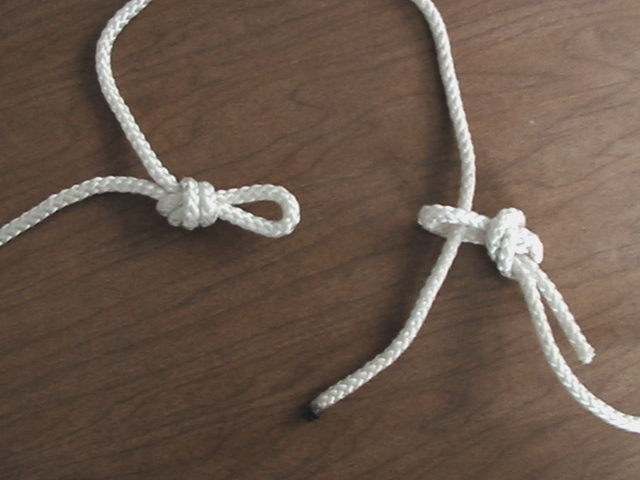
Passer le courant dans la première boucle...
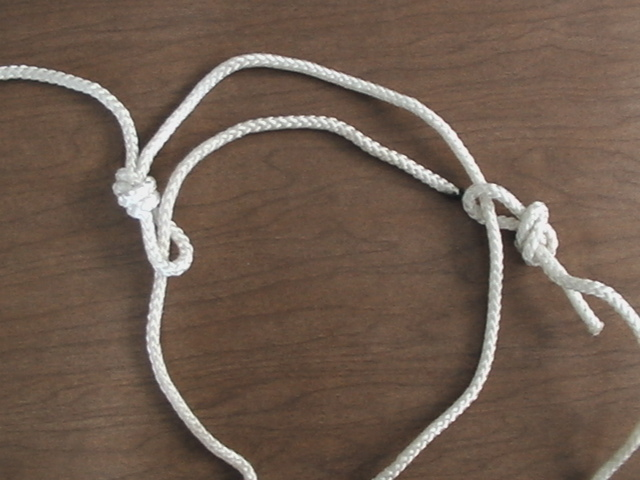
...puis dans la seconde.
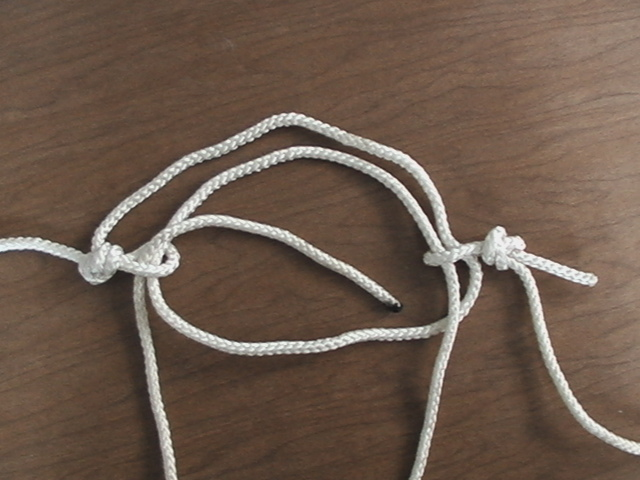
On peut répéter ces deux opérations pour avoir une démultiplication plus grande.
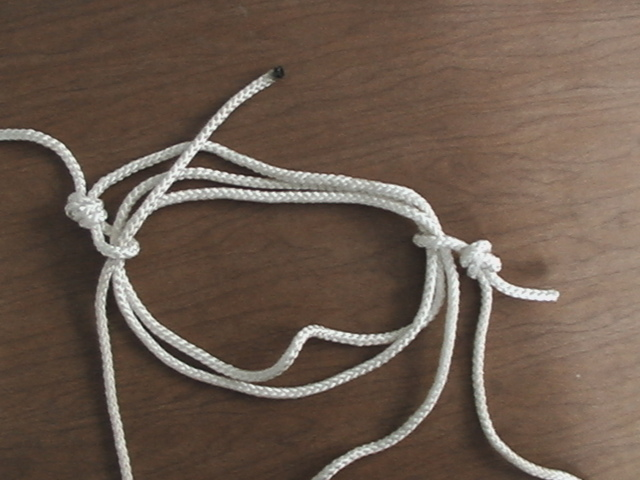
Le nœud est achevé.